# Strongylosoma ehrhardti
Strongylosoma ehrhardti är en mångfotingart som beskrevs av Carl Graf Attems 1901. Strongylosoma ehrhardti ingår i släktet Strongylosoma och familjen orangeridubbelfotingar. Inga underarter finns listade i Catalogue of Life.